# Guillem III d'Anglaterra i II d'Escòcia
Guillem III d'Anglaterra i II d'Escòcia (14 de novembre del 1650 - 8 de març del 1702) va ser un príncep sobirà d'Orange per naixement. Des del 1672 va governar com stadhouder Guillem III d'Orange-Nassau als Països Baixos, Zelanda, Utrecht, Gelderland i Overijssel de les Províncies Unides. A partir del 1689 va regnar com Guillem III a Anglaterra i Irlanda, i com Guillem II d'Escòcia.
Era conegut informalment a Irlanda del Nord i Escòcia com el Rei Billy. Membre de la Casa d'Orange-Nassau, Guillem va guanyar les corones anglesa, escocesa, i irlandesa després de la Revolució Gloriosa, en què el seu oncle i sogre Jaume II d'Anglaterra i VII d'Escòcia va ser deposat. A les Illes Britàniques, Guillem va regnar amb la seva dona, Maria II, fins a la seva mort el 28 de desembre del 1694. Històries populars es refereixen generalment al regnat conjunt com el de "Guillem i Maria".
Guillem va participar en la guerra franconeerlandesa contra Lluís XIV de França, en coalició amb les potències protestants i catòliques d'Europa. Com a calvinista, molts protestants el van aclamar com un defensor de la seva fe, i degut en gran part a tal renom, Guillem va ser capaç de prendre la corona britànica, quan molts temien un ressorgiment del catolicisme amb Jaume II. La victòria el 1690 de Guillem sobre Jaume II a la batalla del Boyne es commemora a Irlanda del Nord en l'actualitat. El seu regnat va marcar l'inici de la transició del govern absolutista dels Estuard a un altre més centrat en la institució del Parlament.

## Orígens
Guillem va néixer a La Haia el 14 de novembre del 1650. Era el fill únic de l'stadhouder Guillem II d'Orange-Nassau. La seva mare, Maria Enriqueta Stuard, era germana del rei Carles II d'Anglaterra i d'Escòcia i filla de Jaume II d'Anglaterra i VII d'Escòcia.
Vuit dies abans de néixer, el seu pare va morir de verola i ell va heretar el títol de príncep d'Orange més la sobirania de les Províncies Unides. El pare havia deixat escrit, però sense signar, un document que feia la seva esposa regent de Guillem; el document va quedar invalidat i la Cort Suprema de les Províncies Unides va assumir el govern fins que el 1672 el van declarar major d'edat. La Cort Suprema va designar un grup de regents format per: la mare de Guillem, l'àvia materna i el seu oncle Frederic Guillem de Brandenburg.

## Educació
La seva mare acostumava a portar una vida retirada i deixava la cura i educació del seu fill en mans d'institutrius, entre elles l'escocesa Anna Mackenzie. El seu tutor religiós va ser el calvinista Cornelis Trigland. Des del 1659 va assistir a la Universitat de Leiden.
Quan tenia 10 anys, la seva mare va morir de verola a Whitehall Palace (Londres), mentre estava de visita a casa del seu germà el rei Carles II. En el seu testament demanava a Carles que se'n fes càrrec dels assumptes del seu fill i aquest va escriure a les Províncies Unides perquè li passessin la custòdia. Frederick Nassau de Zuylestein, un dels tutors del noi, va suggerir una solució de compromís i va convèncer Guillem d'escriure al rei d'Anglaterra dient-li que rebria complagut els seus consells sempre que li arribessin per correu, ja que no desitjava abandonar la seva terra nadiua. Tanmateix el rei no va donar per acabat el tema i en el tractat de pau de la segona guerra anglo-holandesa, Carles va posar com a condició que Guillem fos declarat major d'edat, com a contraoferta el 1666 Guillem va ser declarat "Fill de l'Estat" i els cortesans proangleos, inclòs Zuylenstein, van ser apartats de la companyia de Guillem. De Witt, el líder polític de les Províncies Unides va assumir directament l'educació de Guillem, el va instruir en assumptes de govern i li va ensenyar a jugar a tennis.

## Stadhouder de les Províncies Unides
A la mort del pare de Guillem la majoria de les províncies van deixar vacant el càrrec d'stadhouder. Oliver Cromwell, en el Tractat de Westminster, redactat al final de la primera guerra anglo-holandesa, tenia un annex que prohibia a la província d'Holanda nomenar un membre del casal d'Orange com a stadhouder. Amb la restauració de la monarquia anglesa aquest annex va quedar sense validesa i el 1660, mare i l'àvia de Guillem van provar de convèncer alguns governs provincials que el nomenessin com a futur stadhouder, però inicialment s'hi van oposar.
Quan faltava poc per fer els 18 anys, el Partit Orangista va proposar el nomenament de stadhouder i capità general, i De Witt, líder del Partit Estatal, va impulsar la promulgació de l'Edicte Perpetu, que establia que el capità general dels Països Baixos no podia ser nomenat stadhouder. Així i tot, els seus partidaris van aconseguir que a Zelanda el nomenessin Primer Noble. Un mes després la seva àvia el va declarar major d'edat i li va traspassar l'administració de les seves terres. De Witt no va poder evitar que, com a capità general passés a formar part del Consell d'Estat amb dret de vot.
El novembre el 1690 el van enviar a Anglaterra a demanar al rei el pagament del deute que els Stuart feia anys havien contret amb els Orange (2.797.859 florins). Carles va dir que no podia pagar i Guillem va acceptar reduir el deute a 1.800.000 florins. Per altra banda, Carles es va decebre en veure que Guillem era un calvinista convençut i es va repensar la idea que portava de transformar la república holandesa en una nova monarquia i fer-lo rei (Tractat secret amb França, Dover, 1 de juny del 1670). Guillem també es va sentir decebut en veure el tipus de vida que portaven els seus oncles anglesos, Carles i Jaume, més interessats en la vida de plaer que en els assumptes de govern.
L'any 1672 va ser declarat "l'any del desastre" (rampjaar) perquè va començar la guerra francoholandesa i la tercera guerra angloholandesa, això va fer que les Províncies Unides fossin envaïdes pels seus antics aliats: Anglaterra, Münster i Colònia. A la batalla de Solebay la flota francoanglesa va quedar desarticulada, però els francesos van penetrar per terra fins al cor del país, això va fer córrer el pànic, els holandesos van deixar de confiar en De Witt i es van decantar per Guillem. El 7 de juliol va manar el trencament dels dics i, amb la inundació del terreny, els francesos ja no van poder avançar. El 15 d'agost va fer pública una carta del rei Carles que declarava que havia fet la guerra incitat per De Witt, la multitud indignada el va matar. Guillem, per acabar amb la guerra, es va aliar amb Espanya i Brandenburg, i va dirigir un atac contra els francesos a Maastricht. Encara que va fallar, l'almirall Michiel de Ruyter va derrotar la flota enemiga tres vegades, per la qual cosa es va arribar a un tractat de pau i les províncies van proclamar Guillem el seu stadhouder.

## Matrimoni
Durant la guerra, Guillem va provar de guanyar-se el seu oncle mitjançant un matrimoni amb la seva cosina, Maria, filla del germà del rei, el duc de York. Al duc, que era catòlic, no li va semblar bé, però Carles el va pressionar perquè esperava utilitzar aquesta unió per obtenir beneficis en les negociacions de pau, acabada la guerra. Es van casar el 1677 i ella aviat va quedar embarassada però va tenir un avort, després va estar malalta i mai més va tornar a concebre.
Al llarg de la seva vida conjugal, Guillem, a diferència dels seus oncles, només va tenir una amistançada, Elsabet Villiers.

## Època d'intrigues
Tot i que el 1678, Lluís XIV de França va signar la pau amb les Províncies Unides, considerava Guillem com el seu "mortal enemic". Amb la revocació de l'edicte de Nantes, molts hugonots francesos van cercar refugi en els Països Baixos, això va portar que Guillem cerqués aliances antifranceses el 1686.
El 1685 va morir Carles i el va succeir el sogre de Guillem com a Jaume II d'Anglaterra i VII d'Escòcia, el qual per la seva manera de governar absolutista i per la seva condició de catòlic va tenir molt poc suport. Tres anys després els polítics es van unir per fer la Revolució Gloriosa i substituir-lo per la seva filla Maria i el seu marit Guillem. Aquests es van trobar amb una breu resistència militar. La fugida de Jaume II cap a França, va permetre que Guillem assolís el poder sense gaires problemes.

## Rei de la Gran Bretanya i Irlanda
Guillem va demanar al Parlament que el declaressin rei amb plens poders, ja que no volia ser només el rei consort. El Partit Tory s'hi oposava, mentre que el Partit Whig hi estava d'acord; la seva esposa es va mantenir ferma: o els proclamaven a tots dos o renunciaven. Finalment van ser coronats junts a l'abadia de Westminster l'11 d'abril del 1689, el Parlament escocès va declarar per llei que Jaume ja no era el seu rei i els va proclamar l'11 de maig.
Durant el seu regnat a declarar la guerra a França envaint infructuosament les colònies americanes, va propiciar la llei de tolerància religiosa que garantia els drets d'alguns protestants no anglicans. També es va promulgar la Declaració de Drets (Bill of Rights de 1689) que concretava les funcions del Parlament i de la monarquia.Aquesta llei també declarava que, en endavant, cap catòlic podria ser rei en aquell país.
Tot i que la majoria els acceptaven com a monarques, es van trobar amb una petita resistència a Escòcia, que pretenien restaurar Jaume en el tron o el seu fill catòlic James Francis Edward Stuart, germanastre de Maria. Irlanda, on la majoria de la població era catòlica, es va alçar en armes a l'anomenada Guerra Guillemita d'Irlanda. El 3 d'octubre del 1691 els revoltats irlandesos van capitular. Guillem va oferir un indult als clans escocesos que havien participat en l'aixecament a condició que li juressin lleialtat en una data límit, però es va produir un retard i el seu govern a Escòcia va infligir un dur càstig que es coneix amb el nom de la massacre de Glencoe del 1692. Guillem va acomiadar els responsables de la massacre però aquest fet va embrutar la seva reputació.
Guillem va estar absent durant llargues temporades, ja que la Guerra dels Nou Anys amb França el reclamava.
La seva esposa va morir el desembre del 1694. Alguns anglesos s'estranyaven que només hagués estimat la seva dona i una amant i van començar a difamar-lo suggerint que era homosexual.
El 1702, Guillem va morir de pneumònia, després d'haver-se trencat la clavícula en caure del cavall.

## Llegat
La principal fita de Guillem va ser contenir França quan estava en condicions d’imposar la seva voluntat a gran part d’Europa. L’objectiu de la seva vida era en gran part oposar-se a Lluís XIV de França. Aquest esforç va continuar després de la seva mort durant la Guerra de Successió. Una altra conseqüència important del regnat de Guillem a Anglaterra va consistir en la fi de l'amarg conflicte entre la Corona i el Parlament que havia durat des de l'adhesió del primer monarca anglès de la Casa de Stuart, Jaume I, el 1603. El conflicte pel poder reial i parlamentari havia provocat la Guerra Civil anglesa durant la dècada de 1640 i la Revolució Gloriosa de 1688. No obstant això, durant el regnat de Guillem, el conflicte es va resoldre a favor del Parlament mitjançant la Declaració de Drets de 1689, la Llei Triennal de 1694 i l'Acta de Liquidació de 1701.
William va dotar el Col·legi de William i Mary (a l'actual Williamsburg, Virgínia) el 1693. El comtat de Nassau (Nova York), un comtat de Long Island, és un homònim. Long Island també va ser coneguda com Nassau durant la primera dominació neerlandesa. La ciutat de Nova York va canviar el seu nom breument per New Orange el 1673 després que els neerlandesos recuperessin la ciutat, que els britànics havien nomenat Nova York el 1665. El seu nom es va aplicar al fort i al centre administratiu de la ciutat en dues ocasions diferents, que reflectien la seva canviant sobirania: primer com a fort Willem Hendrick el 1673 i després com a fort William el 1691, quan els anglesos van expulsar els colons que s'havien apoderat del fort i de la ciutat. Nassau, la capital de les Bahames, rep el nom del fort Nassau, que va ser rebatejat el 1695 en honor seu.